# An Alligator Named Daisy
An Alligator Named Daisy is een Britse filmkomedie uit 1955 onder regie van J. Lee Thompson.

## Verhaal
Als Peter Weston een alligator cadeau krijgt, staat zijn aanstaande huwelijk op springen. Aanvankelijk wil hij zijn nieuwe huisdier nog van de hand doen, maar door de tussenkomst van de knappe, Ierse dierenverzorgster Moira O'Shannon gaat hij zich hechten aan het beest.

## Rolverdeling
| Acteur                  | Personage             |
| ----------------------- | --------------------- |
| Donald Sinden           | Peter Weston          |
| Jeannie Carson          | Moira O'Shannon       |
| James Robertson Justice | James Colebrook       |
| Diana Dors              | Vanessa Colebrook     |
| Roland Culver           | Kolonel Geoffrey West |
| Stanley Holloway        | Generaal              |
| Avice Landone           | Mevrouw Weston        |
| Richard Wattis          | Hoskins               |
| Stephen Boyd            | Albert O'Shannon      |
| Ernest Thesiger         | Notcher               |
| Henry Kendall           | Bediende              |
| Michael Shepley         | Rechter               |
| Wilfrid Lawson          | Ier                   |
| Charles Victor          | Sergeant              |
| George Moon             | Al                    |